# Резниченко, Дмитрий Владимирович
Дмитрий Владимирович Резниченко (укр. Дмитро Володимирович Різниченко; 4 декабря 1982, Кривой Рог) — украинский общественный и политический деятель, журналист.

## Биография
Учился в Днепропетровском университете на факультете журналистики.
С 2006—2007 годов некоторое время являлся членом партии «Братство» Дмитрия Корчинского.
Впоследствии вступил в организацию С14.
За участие в Языковом майдане (протестах против «Закона о языках» в 2012 году), из-за драки с сотрудниками спецподразделения «Беркут» и использования против милиционеров газового баллончика находился в розыске, был арестован и приговорен к условному наказанию — пять лет с отсрочкой на два года.
В 2013 году занял второе место среди украиноязычных блогеров в конкурсе The Bobs, организованном редакцией Deutshe Welle.
Принимал участие в Евромайдане, был членом «сотни имени Святослава Храброго». Позже вошёл в состав добровольческого батальона «Донбасс» и принимал участие в Российско-украинской войне, в частности в боях за Иловайск, где в августе 2014 года был ранен в руку. С весны 2015 года служил сержантом-инструктором в 46-м отдельном батальоне специального назначения «Донбасс — Украина». По состоянию на 2017 год был пресс-офицером данного батальона.
Получил известность как борец с «фейковыми» ветеранскими организациями которые по его мнению получают финансирование из государственного бюджета. Во время заседания общественного совета при Министерстве обороны Украины обвинил в коррупции генерал-полковника в отставке Виктора Палия и устроил с ним драку.
В ноябре 2017 года Резниченко избили в офисе возглавляемой им организации «Новый огонь». Он обвинил в этом членов С14. Последние, свою очередь, отрицали участие в нападении.

## Взгляды
В 2014 году Ризниченко утверждал, что «готов мириться с ЛГБТ-сообществом, пока оно не дает о себе знать». Однако уже в 2018 году он и его девушка помогали Виктору Пилипенко сделать каминг-аут.
Во время и после боёв под Иловайском начал пересматривать националистические убеждения и взгляды в сторону отказа от таковых. По словам Дмитрия, он работает над книгой, в которой будут описаны фанатизм, идеология ненависти и людей, её придерживающихся. Также является автором двух публицистических сборников «Український дім» (2013) и «Новий вогонь» (2016).

## Семья
Жена — Виктория Резниченко. До Евромайдана играла в театре «Черный квадрат». После, служила парамедиком в батальоне «Золотые ворота».
Дети — Милада и Радислава.